# John Lowey
John Lowey (Manchester, 7 marzo 1958 – 5 agosto 2019) è stato un calciatore inglese, di ruolo centrocampista e attaccante.

## Caratteristiche tecniche
Poteva ricoprire più ruoli tra centrocampo e attacco.

## Carriera
Si forma calcisticamente nel Manchester Utd ma ha il suo esordio professionistico con gli statunitensi del Chicago Sting, franchigia della North American Soccer League nell'estate 1976.
Con gli Sting nella North American Soccer League 1976 raggiungerà i quarti di finale nei playoff per il titolo, persi contro i futuri campioni dei Toronto Metros-Croatia. Nella stagione seguente non supererà con la sua squadra la fase a gironi. 
Torna in patria con il Port Vale, senza però mai esordire, per poi tornare negli Stati Uniti in forza ai California Sunshine, franchigia dell'American Soccer League. Con i californiani raggiunse il secondo0 posto della Western Division dell'ASL 1978, insufficiente per raggiunge la finale del torneo.
Ritornato in patria trova ingaggio nel 1978 con il Sheffield Weds, club militante nella terza serie. Con i Weds otterrà la promozione in cadetteria grazie al terzo posto ottenuto nella Third Division 1979-1980.
Nel 1980 passa al Blackburn, club della seconda serie inglese. Vi militò sei stagioni, giocando in tutte le competizioni 156 incontri con 16 reti, sfiorando la promozione nella massima serie nella Second Division 1980-1981, persa solo per la differenza reti negativa nei confronti dello Swansea City.
Dopo aver lasciato i Rovers, ha brevi esperienze in Third Division con il Wigan, Chesterfield, York City, Preston N.E. e Chester City.
Chiuse la carriera con i Brisbane Lions, in Australia.

## Vita privata
Al termine della sua carriera da giocatore restò a vivere in Australia divenendo consulente finanziario.
Era sposato e con un figlio.